# سیرانو (دهانه)
سیرانو یک دهانه برخوردی در ماه‌ است.

## دهانه‌های اقماری
این دهانه ۵ دهانه اقماری دارد.
| Cyrano | عرض جغرافیایی | طول جغرافیایی | قطر          |
| ------ | ------------- | ------------- | ------------ |
| A      | ۱۸.۱° S       | ۱۵۸.۶° E      | ۲۶.۰ کیلومتر |
| P      | ۲۱.۶° S       | ۱۵۶.۸° E      | ۱۹.۰ کیلومتر |
| B      | ۱۸.۳° S       | ۱۵۹.۷° E      | ۲۳.۰ کیلومتر |
| E      | ۲۰.۱° S       | ۱۶۱.۲° E      | ۲۱.۰ کیلومتر |
| D      | ۱۹.۶° S       | ۱۶۲.۲° E      | ۲۴.۰ کیلومتر |